# Альфред (Мен)
Альфред (англ. Alfred) — місто (англ. town) в США, в окрузі Йорк штату Мен. Населення — 3073 особи (2020).

## Демографія
Згідно з переписом 2010 року, у місті мешкало 3019 осіб у 1175 домогосподарствах у складі 769 родин. Було 1350 помешкань
Расовий склад населення:
| - 97,5 % — білих - 0,7 % — чорних або афроамериканців - 0,5 % — корінних американців - 0,2 % — азіатів |

До двох чи більше рас належало 1,0 %. Частка іспаномовних становила 0,7 % від усіх жителів.
За віковим діапазоном населення розподілялося таким чином: 17,5 % — особи молодші 18 років, 63,6 % — особи у віці 18—64 років, 18,9 % — особи у віці 65 років та старші. Медіана віку мешканця становила 45,7 року. На 100 осіб жіночої статі у місті припадало 107,1 чоловіків;  на 100 жінок у віці від 18 років та старших — 110,6 чоловіків також старших 18 років.
Середній дохід на одне домашнє господарство  становив 69 379 доларів США (медіана — 57 545), а середній дохід на одну сім'ю — 83 395 доларів (медіана — 71 447). Медіана доходів становила 47 500 доларів для чоловіків та 38 088 доларів для жінок. За межею бідності перебувало 8,1 % осіб, у тому числі 6,8 % дітей у віці до 18 років та 10,2 % осіб у віці 65 років та старших.
Цивільне працевлаштоване населення становило 1514 осіб. Основні галузі зайнятості: освіта, охорона здоров'я та соціальна допомога — 25,4 %, виробництво — 16,2 %, будівництво — 8,7 %, роздрібна торгівля — 7,6 %.